# Opius hospes
Opius hospes är en stekelart som beskrevs av Fischer 1971. Opius hospes ingår i släktet Opius och familjen bracksteklar. Inga underarter finns listade i Catalogue of Life.